# 爱尔兰文学博物馆
爱尔兰文学博物馆（英語：Museum of Literature Ireland；MoLI）是爱尔兰共和国都柏林的一座文学博物馆，2019年9月开幕。 该博物馆是爱尔兰国家图书馆和都柏林大学学院（UCD）的合作伙伴。它位于圣斯蒂芬绿地都柏林大学的纽曼大楼（Newman House） 它永久收藏了詹姆斯·乔伊斯相关的材料，包括他的“第一本”《尤利西斯》，以及关于其他爱尔兰文学人物的巡回展览。它获得了多项设计和建筑奖项的提名。